# 永谷栄一郎
永谷 栄一郎（ながたに えいいちろう、1954年8月26日-  ）は、日本の経営者。永谷園社長、会長を務めた。

## 来歴・人物
東京都出身。1978年に慶應義塾大学経済学部を卒業し、1979年に永谷園本舗に入社。1988年に取締役に就任し、1991年に常務、1994年に専務を経て、1996年6月に社長に就任。2008年6月に会長に就任。